# Tjeckoslovakien i olympiska vinterspelen 1980
Tjeckoslovakien deltog med 41 deltagare vid de olympiska vinterspelen 1980 i Lake Placid. Totalt vann de en bronsmedalj.

## Medaljer

### Brons
- Květa Jeriová - Längdskidåkning, 5 kilometer.